# Бланзе-сюр-Бутон
Бланзе́-сюр-Буто́н (фр. Blanzay-sur-Boutonne) — коммуна во Франции, находится в регионе Пуату — Шаранта. Департамент коммуны — Шаранта Приморская. Входит в состав кантона Ольне. Округ коммуны — Сен-Жан-д’Анжели.
Код INSEE коммуны — 17049.

## Население
Население коммуны на 2010 год составляло 94 человека.
| 1962 | 1968 | 1975 | 1982 | 1990 | 1999 | 2010 |
| ---- | ---- | ---- | ---- | ---- | ---- | ---- |
| 145  | 146  | 134  | 105  | 83   | 87   | 94   |

## Экономика
В 2010 году среди 51 человека трудоспособного возраста (15—64 лет) 30 были экономически активными, 21 — неактивной (показатель активности — 58,8 %, в 1999 году было 64,2 %). Из 30 активных жителей работали 30 человек (16 мужчин и 14 женщин), безработных не было. Среди 21 неактивных 3 человека были учениками или студентами, 13 — пенсионерами, 5 были неактивными по другим причинам.